# Морада-Нова
Морада-Нова (порт. Morada Nova) — муниципалитет в Бразилии, входит в штат Сеара. Составная часть мезорегиона Жагуариби. Входит в экономико-статистический микрорегион Байшу-Жагуариби. Население составляет 68 456 человек на 2006 год. Занимает площадь 2 779,229 км². Плотность населения — 24,6 чел./км².

## Статистика
- Валовой внутренний продукт на 2004 составляет 210 359.000,00 реалов (данные: Бразильский институт географии и статистики).
- Валовой внутренний продукт на душу населения на 2004 составляет 3.130,00 реалов (данные: Бразильский институт географии и статистики).
- Индекс развития человеческого потенциала на 2000 составляет 0,670 (данные: Программа развития ООН).

## География
Климат местности: полупустыня.